# Baxter megye
Baxter megye az Amerikai Egyesült Államokban, azon belül Arkansas államban található. Megyeszékhelye és legnagyobb városa Mountain Home. Lakosainak száma 41 627 fő (2020. április 1.). Baxter megye Ozark, Fulton, Izard, Stone, Searcy és Marion megyékkel határos.

## Népesség
A megye népességének változása:
| Lakosok száma | 41 307 | 41 554 | 41 276 | 41 055 | 40 957 | 41 053 | 41 627 |
|               | 2007   | 2010   | 2011   | 2012   | 2013   | 2015   | 2020   |